# 애리조나주머니생쥐
애리조나주머니생쥐(Perognathus amplus)는 주머니생쥐과에 속하는 설치류의 일종이다. 소노라 사막의 토착종이다. 작은 쥐로 기저부에서 끝까지 부드럽고 가느다란 털 꼬리를 가진 작은 쥐다.(예를 들어 꼬리 끝에 털 뭉치가 없다.) 털 색은 황갈색부터 오렌지색까지 다양하다. 야행성 동물로 굴을 파는 동물이다. 씨앗을 먹고 뺨주머니에 먹이를 넣고 굴 속으로 운반한다.